# FEI Nations Cup 2018 (Dressurreiten)
Der FEI Nations Cup 2018 im Dressurreiten (2018 FEI Dressage Nations Cup) war die sechste Saison des Nations Cups der Dressurreiter.

## Ablauf der Turnierserie
Gegenüber dem Vorjahr wies der Kalender keine  Veränderung aus. Es wurden sieben Wertungsturniere an unveränderten Austragungsorten durchgeführt.
Ausgeschrieben waren die Turniere als CDIO auf 3*-, 4*- oder 5*-Niveau. Der Ausschreibungsmodus festigte sich, für die Veranstalter standen wie im Vorjahr drei unterschiedliche Modi für die Nationenpreise zur Auswahl:
- Das Ergebnis des Grand Prix de Dressage (drei oder vier Reiter pro Mannschaft) wurde mit den Ergebnissen aus Grand Prix Spécial (zwei Reiter pro Mannschaft) und Grand Prix Kür (ein oder zwei Reiter pro Mannschaft) addiert,
- Der frühere olympische Mannschaftswettbewerbsmodus: Grand Prix de Dressage und Grand Prix Spécial zählten für den Nationenpreis oder
- abweichende Ausschreibung (nur außerhalb Europas, Genehmigung durch die FEI erforderlich)

Die Nationenpreisturniere fanden im Zeitraum vom 27. März bis 29. Juli 2018 statt. Die Punktevergabe erfolgte anhand der Platzierung, gestaffelt nach der Kategorie des Turniers (Die siegreiche Mannschaft erhielt bei einem CDIO 5* 15 Punkte, bei einem CDIO 3* hingegen 10 Punkte).
Neu war in der Saison 2018 der Modus, das Mannschaftsergebnis bei den einzelnen Nationenpreisen zu ermitteln: Die Platzierung des Reiters entschied über die Anzahl seiner Punkte: Ein Punkt für den ersten Platz, zwei für den zweiten usw. Somit gewann nicht mehr die Mannschaft mit dem höchsten Ergebnis den Nationenpreis, sondern jene mit dem niedrigsten.

## Die Etappen

### Vereinigte Staaten
Auch die Saison 2018 startete mit dem US-amerikanischen Nationenpreis, der einzigen nicht-europäischen Etappe des Nations Cups. Das Nationenpreisturnier, bei dem zugleich ein Nationenpreis für U25-Dressurreiter (CDIOU25) ausgerichtet wurde, fand vom 27. bis 31. März 2018 statt. Es war Teil der mehrwöchigen Dressurturnierserie Global Dressage Festival, Austragungsort war Wellington in Florida.
Beim Nationenpreis von Wellington kommt stets ein besonderes Reglement zum Einsatz: Die Mannschaften gingen hierbei nicht nur auf Grand Prix-Niveau an den Start. Stattdessen traten die Reiter entweder im Grand Prix de Dressage und im Grand Prix Spécial oder im Prix St. Georges und in der Intermediaire I an. Um den Schwierigkeitsunterschied zu berücksichtigen, wurden die Ergebnisse der Grand Prix-Tour jeweils um einen Faktor von 1,5 Prozent pro Reiter erhöht.
Nachdem 2017 nur drei Equipen am Start gewesen waren und die Etappe daher nicht für die Nations-Cup-Gesamtwertung zählte (hierfür sind vier Nationen erforderlich), erhöhte sich 2018 wieder die Teilnehmerzahl. Vier Mannschaften waren am Start, von jedoch keine einer mittel- oder südamerikanischen Nation. Den Sieg errangen ungefährdet die Gastgeber.
|                  | Mannschaft         | Reiter                          | Pferde             | Prozent    | Prozent                      | Prozent           | Prozent    | Prozent               | Prozent     | Prozent | Wertungs- punkte |
| Prix St. Georges | Mannschaft         | Reiter                          | Pferde             | Grand Prix | 1. Tag (Grand Prix: + 1,5 %) | Inter- mediaire I | GP Spécial | 2. Tag (GPS: + 1,5 %) | Endergebnis |         | Wertungs- punkte |
| ---------------- | ------------------ | ------------------------------- | ------------------ | ---------- | ---------------------------- | ----------------- | ---------- | --------------------- | ----------- | ------- | ---------------- |
| 1                | Vereinigte Staaten | Adrienne Lyle                   | Salvino            | —          | 76,478                       | 77,978            | —          | 76,894                | 78,394      |         |                  |
| 1                | Vereinigte Staaten | Sabine Schut-Kery               | Sanceo             | —          | 73,109                       | 74,609            | —          | 72,872                | 74,372      |         |                  |
| 1                | Vereinigte Staaten | Olivia LaGoy‐Weltz              | Lonoir             | —          | 72,804                       | 74,304            | —          | 71,170                | 72,670      |         |                  |
| 1                | Vereinigte Staaten | Ashley Holzer                   | Havanna            | —          | 69,043                       | (70,543)          | —          | 67,660                | (69,160)    |         |                  |
| 1                | Vereinigte Staaten |                                 |                    |            |                              | 226,891           |            |                       | 225,436     | 452,327 | 10               |
| 2                | Kanada             | Brittany Fraser-Beaulieu        | All in             | —          | 69,804                       | 71,304            | —          | 71,149                | 72,649      |         |                  |
| 2                | Kanada             | Megan Lane                      | Caravella          | —          | 69,391                       | 70,891            | —          | 69,234                | 70,734      |         |                  |
| 2                | Kanada             | Jill Irving                     | Degas              | —          | 69,043                       | 70,543            | —          | 67,234                | 68,734      |         |                  |
| 2                | Kanada             | Diane Creech                    | Chrevis Christo    | —          | 68,565                       | (70,065)          | —          | 65,979                | (67,479)    |         |                  |
| 2                | Kanada             |                                 |                    |            |                              | 212,738           |            |                       | 212,117     | 424,855 | 8                |
| 3                | Australien         | Kim Gentry                      | Leonardo           | —          | 63,087                       | 64,587            | —          | 60,979                | 62,479      |         |                  |
| 3                | Australien         | Kelly Layne                     | Fürst Amante       | 69,353     | —                            | 69,353            | 67,598     | —                     | 67,598      |         |                  |
| 3                | Australien         | Nicholas Fyffe                  | Hitchcock          | 66,353     | —                            | 66,353            | 66,373     | —                     | 66,373      |         |                  |
| 3                | Australien         |                                 |                    |            |                              | 200,293           |            |                       | 196,450     | 396,743 | 7                |
| 4                | Spanien            | Marta Renilla                   | Rhustler           | 60,647     | —                            | 60,647            | 65,637     | —                     | 65,637      |         |                  |
| 4                | Spanien            | Pablo Gomez Molina              | Furst Fiorano Ymas | 69,912     | —                            | 69,912            | 69,608     | —                     | 69,608      |         |                  |
| 4                | Spanien            | Natalia Bacariza Danguillecourt | Rihanna Ymas       | 65,353     | —                            | 65,353            | 65,392     | —                     | 65,392      |         |                  |
| 4                | Spanien            |                                 |                    |            |                              | 195,912           |            |                       | 200,637     | 396,549 | 6                |

(Ausgeklammerte Prozentpunkte zählen als Streichergebnis nicht für das Mannschaftsergebnis)

### Frankreich
Gut zwei Monate nach dem Nationenpreis von Wellington stand der erste europäische Nationenpreis der Dressurreiter an: Das französische Nationenpreisturnier, welches erneut in Compiègne durchgeführt wurde, fand vom 17. bis 20. Mai 2018 statt. Das Turnier war als CDIO 5* ausgeschrieben.
Bereits im Grand Prix zeigte sich die skandinavische Dominanz in Compiègne: Sechs der besten sieben Ergebnisse kamen von Reitern aus Schweden und Dänemark. Der Sieg ging mit deutlicher Führung an Cathrine Dufour mit Cassidy (79,696 %). Auf den Plätzen zwei und drei folgten Juliette Ramel und Patrik Kittel mit jeweils über 74 Prozent. Mit nur zehn Punkten aus der Einzelplatzierung lag Schweden in der Nationenpreiswertung klar in Führung.
Am Sonntag stand zunächst der Grand Prix Spécial an, den Juliette Ramel mit Buriel (75,532 %) vor ihrer älteren Schwester Antonia Ramel mit Brother de Jeu (72,596 %) gewann. In der Kür im Anschluss erreichte Cathrine Dufour 84,250 %, Patrik Kittel kam mit Well Done de la Roche auf Rang zwei (78,950 %).
Die Nationenpreis-Endwertung gewann Schweden, bei dem kein Einzelergebnis schlechter als Rang fünf in die Wertung einging. Dänemark war nur mit drei Reitern am Start, es fehlte somit ein Streichergebnis. Die Siege von Cathrine Dufour konnten die hinteren Platzierung von Ulrik Moelgaard nicht ausgleichen, es reichte dennoch zu Nationenrang zwei.
|            | Mannschaft     | Reiter                | Pferde                | Platzierung | Platzierung | Platzierung | Wertungs- punkte |
| Grand Prix | Mannschaft     | Reiter                | Pferde                | GP Spécial  | GP Kür      |             | Wertungs- punkte |
| ---------- | -------------- | --------------------- | --------------------- | ----------- | ----------- | ----------- | ---------------- |
| 1          | Schweden       | Antonia Ramel         | Brother de Jeu        | 5           | 2           | —           |                  |
| 1          | Schweden       | Rose Mathisen         | Zuidenwind            | (7)         | —           | (4)         |                  |
| 1          | Schweden       | Patrik Kittel         | Well Done de la Roche | 3           | —           | 2           |                  |
| 1          | Schweden       | Juliette Ramel        | Buriel                | 2           | 1           | —           |                  |
| 1          | Schweden       |                       |                       | 15          | 15          | 15          | 15               |
| 2          | Dänemark       | Anders Dahl           | Selten HW             | 6           | 5           | —           |                  |
| 2          | Dänemark       | Cathrine Dufour       | Cassidy               | 1           | —           | 1           |                  |
| 2          | Dänemark       | Ulrik Moelgaard       | Michigan              | 18          | 8           | —           |                  |
| 2          | Dänemark       |                       |                       | 39          | 39          | 39          | 13               |
| 3          | Niederlande    | Diederik van Silfhout | Four Seasons          | 9           | 4           | —           |                  |
| 3          | Niederlande    | Patrick van der Meer  | Zippo                 | 11          | —           | 6           |                  |
| 3          | Niederlande    | Hans Peter Minderhoud | Zanardi               | 8           | —           | 5           |                  |
| 3          | Niederlande    | Katja Gevers          | Thriller              | (17)        | (9)         | —           |                  |
| 3          | Niederlande    |                       |                       | 43          | 43          | 43          | 11               |
| 4          | Großbritannien | Hayley Watson-Greaves | Rubins Nite           | 10          | 7           | —           |                  |
| 4          | Großbritannien | Gareth Hughes         | Classic Briolinca     | 4           | —           | 3           |                  |
| 4          | Großbritannien | Henriette Andersen    | Flavio                | 16          | 12          | —           |                  |
| 4          | Großbritannien |                       |                       | 52          | 52          | 52          | 9                |
| 5          | Belgien        |                       |                       | 73          | 73          | 73          | 7                |
| 6          | Frankreich     |                       |                       | 73          | 73          | 73          | 6                |
| 7          | Schweiz        | Caroline Häcki        | Rigoletto Royal CH    | (25)        | (13)        | —           |                  |
| 7          | Schweiz        | Antonella Joannou     | Dandy de la Roche CH  | 15          | 11          | —           |                  |
| 7          | Schweiz        | Birgit Wientzek Pläge | Robinvale             | 21          | —           | 11          |                  |
| 7          | Schweiz        | Alexandra Zurbrügg    | Get Time              | 22          | —           | 10          |                  |
| 7          | Schweiz        |                       |                       | 90          | 90          | 90          | 5                |

(Ausgeklammerte Platzierungen zählen als Streichergebnis nicht für das Mannschaftsergebnis)

### Dänemark
Zum dritten Mal machte der Nations Cup in Dänemark Station, zum zweiten Mal in Folge in Uggerhalne in der Aalborg Kommune. Auf dem Gelände des Uggerhalne Sportsrideklub, wo auch der dänische Dressurreiter Andreas Helgstrand ansässig ist, wurde vom 23. bis 27. Mai 2018 das dänische Nationenpreisturnier im Dressur- und im Springreiten durchgeführt. Die Dressurprüfungen waren als CDIO 4* ausgeschrieben.
Im Nationenpreis waren drei skandinavische Mannschaften und eine Equipe der Niederlande am Start. Dominierender Reiter im Grand Prix war Daniel Bachmann Andersen, der mit dem Oldenburger Hengst Zepter mit 76,217 % gewann. Auf Platz zwei kam Emmelie Scholtens aus den Niederlanden (73,870 %), gefolgt von allen vier schwedischen Mannschaftsreiterinnen.
Alle Reiter gingen als zweite Prüfung im Grand Prix Spécial an den Start. Hier war das Feld besser durchmischt. Die Finnen waren bis auf Emma Kanerva (Platz 7) in dieser Prüfung weit abgeschlagen und beendeten daher auch den Nationenpreis auf dem letzten Rang. Trotz des etwas schlechteren Abschneidens im Grand Prix Spécial ging der Gesamtsieg mit drei Prozent Vorsprung an die Schweden. Im Einzel gewannen im Spécial erneut Daniel Bachmann Andersen und Zepter mit fast drei Prozent Abstand zur Zweitplatzierten Therese Nilshagen. Die Siegerin von Compiègne, Cathrine Dufour, war vor heimischen Publikum mit ihrem Nachwuchspferd, dem 8-jährigen Dunkelfuchswallach Bohemian, am Start gewesen.
|            | Mannschaft  | Reiter                   | Pferde            | Prozent    | Prozent  | Prozent | Wertungs- punkte |
| Grand Prix | Mannschaft  | Reiter                   | Pferde            | GP Spécial | Gesamt   |         | Wertungs- punkte |
| ---------- | ----------- | ------------------------ | ----------------- | ---------- | -------- | ------- | ---------------- |
| 1          | Schweden    | Paulinda Friberg         | Di Lapponia T     | 70,304     | (68,596) |         |                  |
| 1          | Schweden    | Jeanna Hogberg           | Duendecillo P     | (69,978)   | 69,191   |         |                  |
| 1          | Schweden    | Therese Nilshagen        | Dante Weltino OLD | 73,087     | 75,319   |         |                  |
| 1          | Schweden    | Tinne Vilhelmson Silfvén | Paridon Magi      | 72,304     | 72,213   |         |                  |
| 1          | Schweden    |                          |                   | 215,695    | 216,723  | 432,418 | 12               |
| 2          | Dänemark    | Daniel Bachmann Andersen | Zepter            | 76,217     | 78,128   |         |                  |
| 2          | Dänemark    | Cathrine Dufour          | Bohemian          | 65,717     | 72,426   |         |                  |
| 2          | Dänemark    | Rikke Svane              | Finckenstein TSF  | 67,609     | 68,936   |         |                  |
| 2          | Dänemark    | Anna Zibrandtsen         | Arlando           | (AUSG.)    | —        |         |                  |
| 2          | Dänemark    |                          |                   | 209,543    | 219,490  | 429,033 | 10               |
| 3          | Niederlande | Danielle Heijkoop        | Badari            | 67,522     | 70,723   |         |                  |
| 3          | Niederlande | Emmelie Scholtens        | Apache            | 73,870     | 74,745   |         |                  |
| 3          | Niederlande | Thamar Zweistra          | Double Dutch      | 68,283     | 69,234   |         |                  |
| 3          | Niederlande |                          |                   | 209,675    | 214,702  | 424,377 | 9                |
| 4          | Finnland    | Elisabet Ehrnrooth       | Wizard II         | 65,500     | (N.GES.) |         |                  |
| 4          | Finnland    | Stella Hagelstam         | Julitrea          | 66,870     | 67,809   |         |                  |
| 4          | Finnland    | Emma Kanerva             | Heartbreaker      | 69,891     | 69,064   |         |                  |
| 4          | Finnland    | Mikaela Lindh            | Bellissimo L      | (61,913)   | 66,000   |         |                  |
| 4          | Finnland    |                          |                   | 202,261    | 202,873  | 405,134 | 13               |

(Ausgeklammerte Prozentpunkte zählen als Streichergebnis nicht für das Mannschaftsergebnis)

### Niederlande
Vom 21. bis 24. Juni 2018 wurde das Nationenpreisturnier der Niederlande im Dressur- und Springreiten durchgeführt. Austragungsort war Rotterdam, die Nationenpreisprüfungen der Dressurreiter waren als CDIO 5* ausgeschrieben.
Im Grand Prix de Dressage gewann Edward Gal mit Zonik (76,957 %). Auf Ergebnisse über 75 Prozent kamen auch Therese Nilshagen (Rang zwei) und Patrik Kittel (Rang drei). In der Nationenpreiswertung lagen nach dieser Prüfung die Niederlande mit nur zwei Punkten vor Schweden.
Grand Prix Spécial und Grand Prix Kür wurden jeweils in zwei Prüfungen aufgeteilt: In einem B-Finale traten jeweils die Reiter der fünft- bis siebentplatzierten Nationen an. Die Reiter der erst- bis viertplatzierten Nationen starteten hingegen jeweils in einem A-Finale. Das beste Ergebnis im Grand Prix Spécial kam von Therese Nilshagen und Dante Weltino OLD (74,149 %), hinter ihr platzierte sich im A-Finale Hans Peter Minderhoud mit seinem Rappen Dream Boy (73,830 %). In der Kür wurde Edward Gals Ritt mit knapp über 80 Prozent bewertet. Patrik Kittel, Steffen Peters und Kasey Perry-Glass lagen mit über 77 Prozent auf den Plätzen zwei bis vier eng beieinander.
Der Sieg im Nationenpreis ging an die Niederlande, doch die Schweden konnten sich sogar auf nur einen Punkt Abstand annähern.
|            | Mannschaft         | Reiter                   | Pferde                | Platzierung | Platzierung | Platzierung | Wertungs- punkte |
| Grand Prix | Mannschaft         | Reiter                   | Pferde                | GP Spécial  | GP Kür      |             | Wertungs- punkte |
| ---------- | ------------------ | ------------------------ | --------------------- | ----------- | ----------- | ----------- | ---------------- |
| 1          | Niederlande        | Hans Peter Minderhoud    | Dream Boy             | 8           | 2           | —           |                  |
| 1          | Niederlande        | Emmelie Scholtens        | Apache                | 4           | 4           | —           |                  |
| 1          | Niederlande        | Edward Gal               | Zonik                 | 1           | —           | 1           |                  |
| 1          | Niederlande        | Madeleine Witte-Vrees    | Cennin                | (12)        | —           | (6)         |                  |
| 1          | Niederlande        |                          |                       | 20          | 20          | 20          | 15               |
| 2          | Schweden           | Tinne Vilhelmson Silfvén | Paridon Magi          | (11)        | —           | (5)         |                  |
| 2          | Schweden           | Juliette Ramel           | Buriel                | 10          | 3           | —           |                  |
| 2          | Schweden           | Therese Nilshagen        | Dante Weltino OLD     | 2           | 1           | —           |                  |
| 2          | Schweden           | Patrik Kittel            | Well Done de la Roche | 3           | —           | 2           |                  |
| 2          | Schweden           |                          |                       | 21          | 21          | 21          | 13               |
| 3          | Vereinigte Staaten | Olivia Lagoy-Weltz       | Lonoir                | (14)        | (6)         | —           |                  |
| 3          | Vereinigte Staaten | Kasey Perry-Glass        | Dublet                | 7           | —           | 4           |                  |
| 3          | Vereinigte Staaten | Steffen Peters           | Rosamunde             | 5           | —           | 3           |                  |
| 3          | Vereinigte Staaten | Adrienne Lyle            | Salvino               | 6           | 5           | —           |                  |
| 3          | Vereinigte Staaten |                          |                       | 30          | 30          | 30          | 11               |
| 4          | Deutschland        | Frederic Wandres         | Duke of Britain       | 15          | —           | 7           |                  |
| 4          | Deutschland        | Kathleen Keller          | San Royal             | 19          | —           | 8           |                  |
| 4          | Deutschland        | Anabel Balkenhol         | Heuberger TSF         | 9           | 7           | —           |                  |
| 4          | Deutschland        |                          |                       | 65          | 65          | 65          | 9                |
| 5          | Frankreich         |                          |                       | 88          | 88          | 88          | 7                |
| 6          | Großbritannien     |                          |                       | 89          | 89          | 89          | 6                |
| 7          | Belgien            |                          |                       | 93          | 93          | 93          | 5                |

(Ausgeklammerte Platzierungen zählen als Streichergebnis nicht für das Mannschaftsergebnis)

### Schweden
Auch in der Saison 2018 folgten die letzten drei Nationenpreisturnieren an drei aufeinanderfolgenden Wochenenden. Auftakt hierzu war die Falsterbo Horse Show, die vom 12. bis 15. Juli 2018 in Skanör med Falsterbo durchgeführt wurde. Das schwedische Nationenpreisturnier im Dressurreiten war als CDIO 5* ausgeschrieben.
Im Grand Prix, der am 14. Juli ausgerichtet wurde, sicherte sich Patrik Kittel mit fast zwei Prozent Vorsprung den Sieg (75,543 %). Auf den zweiten Rang kam das zu diesem Zeitpunkt stärkste russische Paar des Dressursports, Inessa Merkulowa und ihr 14-jähriger Trakehner Mister X (73,717 %). Nach dieser ersten Prüfung lag Schweden mit deutlichem Vorsprung an der Spitze der Nationenpreiswertung.
Am Vormittag des Folgetages stand zunächst die Grand Prix Kür an. In dieser Prüfung gewann Patrik Kittel mit seiner schwedischen Stute Deja erneut vor Inessa Merkulowa. Der Vorsprung betrug hierbei sogar über fünf Prozent (81,975 % zu 76,875 %). Direkt dahinter platzierte sich Kathleen Keller mit ihrem Oldenburger Wallach San Royal (76,280 %). In dem im Anschluss durchgeführten Grand Prix Spécial konnten sich Kellers Mannschaftskollegen Jan-Dirk Giesselmann und Frederic Wandres top platzieren (Platz eins mit 72,660 % und Platz drei mit 71,298 %).
Die deutsche Mannschaft konnte sich mit diesen starken Leistungen in Kür und Spécial dichter an die Schweden heranarbeiten. Dennoch gewann Schweden klar mit neun Punkten Vorsprung. Die übrigen drei Equipen folgten abgeschlagen auf den weiteren Plätzen.
|            | Mannschaft  | Reiter                       | Pferde          | Platzierung | Platzierung | Platzierung | Wertungs- punkte |
| Grand Prix | Mannschaft  | Reiter                       | Pferde          | GP Spécial  | GP Kür      |             | Wertungs- punkte |
| ---------- | ----------- | ---------------------------- | --------------- | ----------- | ----------- | ----------- | ---------------- |
| 1          | Schweden    | Jeanna Hogberg               | Duendecillo P   | (10)        | 4           | —           |                  |
| 1          | Schweden    | Juliette Ramel               | Wall Street     | 3           | 2           | —           |                  |
| 1          | Schweden    | Antonia Ramel                | Brother de Jeu  | 6           | —           | (5)         |                  |
| 1          | Schweden    | Patrik Kittel                | Deja            | 1           | —           | 1           |                  |
| 1          | Schweden    |                              |                 | 17          | 17          | 17          | 15               |
| 2          | Deutschland | Kathleen Keller              | San Royal       | 4           | —           | 3           |                  |
| 2          | Deutschland | Frederic Wandres             | Duke of Britain | 8           | —           | 3           |                  |
| 2          | Deutschland | Jan-Dirk Gießelmann          | Real Dancer FRH | 7           | 1           | —           |                  |
| 2          | Deutschland |                              |                 | 26          | 26          | 26          | 13               |
| 3          | Niederlande | Katja Gevers                 | Thriller        | (19)        | (10)        | —           |                  |
| 3          | Niederlande | Thamar Zweistra              | Double Dutch    | 9           | 5           | —           |                  |
| 3          | Niederlande | Adelinde Cornelissen         | Aqiedo          | 5           | —           | 4           |                  |
| 3          | Niederlande | Patrick van der Meer         | Zippo           | 11          | —           | 6           |                  |
| 3          | Niederlande |                              |                 | 40          | 40          | 40          | 11               |
| 4          | Russland    | Stanislaw Tscherednitschenko | Arums           | (18)        | —           | (8)         |                  |
| 4          | Russland    | Jelena Sidnewa               | Fuhur           | 15          | 7           | —           |                  |
| 4          | Russland    | Inessa Merkulowa             | Mister X        | 2           | —           | 2           |                  |
| 4          | Russland    | Tatjana Kosterina            | Diavolessa VA   | 13          | 6           | —           |                  |
| 4          | Russland    |                              |                 | 45          | 45          | 45          | 9                |
| 5          | Dänemark    |                              |                 | 66          | 66          | 66          | 7                |

(Ausgeklammerte Platzierungen zählen als Streichergebnis nicht für das Mannschaftsergebnis)

### Deutschland
Am Wochenende nach Falsterbo stand in Aachen der deutsche Dressur-Nationenpreis an. Der CDIO 5* wurde im Rahmen der zweiten Woche des CHIO Aachen vom 17. bis 22. Juli 2018 durchgeführt. Für den Nationenpreis wurde der zweite (klassische) Nationenpreismodus aus Grand Prix und Grand Prix Spécial gewählt. Die Equipen konnten bis zu vier Pferd-Reiter-Paare an den Start bringen. Austragungsort beider Prüfungen war das Deutsche Bank Stadion.
Bereits am Donnerstag (19. Juli) wurde der Grand Prix ausgerichtet. Der Sieg ging an Laura Graves, die mit ihrem Wallach Verdades als einzige ein Ergebnis über 80 Prozent erhielt. Das beste dänische Paar, Cathrine Dufour und ihr 15-jähriger Cassidy, kamen mit 78,494 % auf Rang zwei vor Helen Langehanenberg mit dem Hannoveranerhengst Damsey FRH. Für Langehanenberg war dies ein Comeback-Ritt, vier Wochen nach der Geburt ihrer Tochter. Isabell Werth und ihr brauner Wallach Emilio fanden im Grand Prix nicht zueinander. Mit Platz 17 waren sie das Streichergebnis der deutschen Mannschaft. Diese musste sich im Zwischenklassement der Nationenwertung mit Platz zwei begnügen. Die Vereinigten Staaten konnten mit den Plätzen eins, fünf und neun auftrumpfen und lagen mit über zwei Prozent in Führung.
Der Grand Prix Spécial fand zwei Tage später statt. Hier fiel die Entscheidung um den Sieg deutlich enger aus: Kasey Perry-Glass und ihr Brauner Dublet kamen auf Rang drei 78,787 %. Nur 0,234 % mehr erhielt Helen Langehanenberg. Nochmals 0,107 % mehr und damit der Sieg gingen als Isabell Werth und Emilio, die an diesem Tag wieder zur gewohnten Form zurückfanden. Unglücklich lief die Prüfung hingen für Laura Graves, die den Grand Prix Spécial ein Jahr zuvor gewonnen hatte. Ihr Pferd Verdades erschrak sich vor einer Fernsehkamera, verspannte sich dadurch und kam nur auf Rang elf.
Aufgrund der sehr guten Ergebnisse der deutschen Reiterinnen änderte sich auch die Situation in der Nationenpreiswertung. Die US-Amerikaner kamen mit Ausnahme von Kasey Perry-Glass auf Ergebnisse von unter 75 Prozent. Deutschland war im Grand Prix Spécial um sieben Prozent besser als die US-Amerikaner und sicherte sich somit auch noch den Nationenpreissieg. Die dänische Equipe kam mit 20 Prozent Rückstand auf den ersten Platz auf Rang drei.
|            | Mannschaft         | Reiter                    | Pferde          | Prozent    | Prozent  | Prozent | Wertungs- punkte |
| Grand Prix | Mannschaft         | Reiter                    | Pferde          | GP Spécial | Gesamt   |         | Wertungs- punkte |
| ---------- | ------------------ | ------------------------- | --------------- | ---------- | -------- | ------- | ---------------- |
| 1          | Deutschland        | Helen Langehanenberg      | Damsey FRH      | 77,034     | 79,021   |         |                  |
| 1          | Deutschland        | Dorothee Schneider        | Sammy Davis Jr. | 75,916     | 76,404   |         |                  |
| 1          | Deutschland        | Jessica von Bredow-Werndl | TSF Dalera BB   | 76,848     | (76,255) |         |                  |
| 1          | Deutschland        | Isabell Werth             | Emilio          | (72,516)   | 79,128   |         |                  |
| 1          | Deutschland        |                           |                 | 229,798    | 234,553  | 464,351 | 15               |
| 2          | Vereinigte Staaten | Steffen Peters            | Rosamunde       | (71,351)   | (72,362) |         |                  |
| 2          | Vereinigte Staaten | Kasey Perry-Glass         | Dublet          | 76,801     | 78,787   |         |                  |
| 2          | Vereinigte Staaten | Adrienne Lyle             | Salvino         | 74,581     | 74,511   |         |                  |
| 2          | Vereinigte Staaten | Laura Graves              | Verdades        | 80,606     | 74,085   |         |                  |
| 2          | Vereinigte Staaten |                           |                 | 231,988    | 227,383  | 459,371 | 13               |
| 3          | Dänemark           | Anders Dahl               | Selten HW       | (70,093)   | 68,511   |         |                  |
| 3          | Dänemark           | Anna Zibrandtsen          | Arlando         | 70,435     | (AUFG.)  |         |                  |
| 3          | Dänemark           | Daniel Bachmann Andersen  | Zack            | 74,177     | 75,000   |         |                  |
| 3          | Dänemark           | Cathrine Dufour           | Cassidy         | 78,494     | 77,489   |         |                  |
| 3          | Dänemark           |                           |                 | 223,106    | 221,000  | 444,106 | 11               |
| 4          | Niederlande        | Anne Meulendijks          | Avanti          | (71,304)   | 71,681   |         |                  |
| 4          | Niederlande        | Hans Peter Minderhoud     | Zanardi         | 72,842     | (64,489) |         |                  |
| 4          | Niederlande        | Madeleine Witte-Vrees     | Cennin          | 73,618     | 72,404   |         |                  |
| 4          | Niederlande        | Emmelie Scholtens         | Apache          | 74,627     | 74,043   |         |                  |
| 4          | Niederlande        |                           |                 | 221,087    | 218,128  | 439,215 | 9                |
| 5          | Spanien            |                           |                 | 218,090    | 219,595  | 437,685 | 7                |
| 6          | Schweden           |                           |                 | 217,532    | 213,915  | 431,447 | 6                |

(Ausgeklammerte Prozentpunkte zählen als Streichergebnis nicht für das Mannschaftsergebnis)

### Vereinigtes Königreich
Den Saisonabschluss bildete Dressage at Hickstead, das britische Dressur-Nationenpreisturnier. Zusammen mit der Royal International Horse Show der Springreiter fand das Turnier vom 26. bis 29. Juli 2018 in Hickstead statt. Das Turnier war als CDIO 3* ausgeschrieben.
Der Nationenwertung setzte sich zusammen aus den Platzierungen des Grand Prix (drei bzw. vier Reiter je Equipe), des Grand Prix Spécial (je zwei Mannschaftsreiter) sowie der Grand Prix Kür. Eine bzw. zwei Wochen nach den hochklassig besetzten Nationenpreisturnieren in Aachen und Falsterbo konnte Hickstead keine so hohe Leistungsdichte aufweisen.
Wie im Vorjahr gelang es dem Franzosen Pierre Volla als einzigem Reiter, im Grand Prix ein Ergebnis von über 72 Prozent zu erzielen. Frankreich kam im Grand Prix auf 17 Punkte aus der Platzierung, gleiches galt für Großbritannien. Vier Nationen waren am Start, Portugal und Schweden folgten mit 22 bzw. 23 Punkten auf Platz drei und vier.
Im Grand Prix Spécial ging der Sieg an Vasco Mira Godinho mit einem Ergebnis von 71,511 %. In der Kür gewann Pierre Volla mit der 12-jährigen Fuchsstute Badinda Altena (76,325 %). Damit hatte er einen Vorsprung von fast zwei Prozent zur zweitplatzierten Hayley Watson-Greaves. Sie ritt den britischen Hannoveraner Rappwallach Rubins Nite (74,575 %).
Frankreich konnte sich in den folgenden zwei Prüfungen etwas von Großbritannien absetzen und gewann den Nationenpreis. Auf das beste Ergebnis in der Addition von Grand Prix Spécial und Grand Prix Kür kam bei seiner einzigen Nationenpreisteilnahme im Jahr 2018 Portugal. Die Portugiesen gelang es damit, den Nationenpreis punktgleich mit Großbritannien zu beenden. Das Nations-Cup-Regelwerk sah im Falle von Punktgleichheit vor, dass die Mannschaft mit dem besseren Ergebnis im Grand Prix besser platzierte würde. Somit konnten die Gastgeber ihren zweiten Platz halten.
|            | Mannschaft     | Reiter                     | Pferde              | Platzierung | Platzierung | Platzierung | Wertungs- punkte |
| Grand Prix | Mannschaft     | Reiter                     | Pferde              | GP Spécial  | GP Kür      |             | Wertungs- punkte |
| ---------- | -------------- | -------------------------- | ------------------- | ----------- | ----------- | ----------- | ---------------- |
| 1          | Frankreich     | Anne Sophie Serre          | Vistoso de Massa    | (12)        | 2           | —           |                  |
| 1          | Frankreich     | Arnaud Serre               | Ultrablue de Massa  | 9           | —           | 6           |                  |
| 1          | Frankreich     | Alexandre Ayache           | Zo What             | 7           | (7)         | —           |                  |
| 1          | Frankreich     | Pierre Volla               | Badinda Altena      | 1           | —           | 1           |                  |
| 1          | Frankreich     |                            |                     | 26          | 26          | 26          | 10               |
| 2          | Großbritannien | Fiona Bigwood              | Abutsiaq            | (16)        | (zurückg.)  | —           |                  |
| 2          | Großbritannien | Vicki Thompson Winfield    | Mango Jacaro        | 10          | —           | 8           |                  |
| 2          | Großbritannien | Hayley Watson-Greaves      | Rubins Nite         | 5           | —           | 2           |                  |
| 2          | Großbritannien | Louise Anne Bell           | Into the Blue       | 2           | 3           | —           |                  |
| 2          | Großbritannien |                            |                     | 30          | 30          | 30          | 8                |
| 3          | Portugal       | Manuel Veiga               | Ben Hur da Broa     | (15)        | (6)         | —           |                  |
| 3          | Portugal       | Rodrigo Torres             | Fogoso              | 11          | —           | 4           |                  |
| 3          | Portugal       | Miguel Ralão Duarte        | Xenofonte d'Atela   | 8           | —           | 3           |                  |
| 3          | Portugal       | Vasco Mira Godinho         | Bariloche           | 3           | 1           | —           |                  |
| 3          | Portugal       |                            |                     | 30          | 30          | 30          | 7                |
| 4          | Schweden       | Sofia Möller               | Royalist            | (14)        | 5           | —           |                  |
| 4          | Schweden       | Natalie Oldfors            | Mickey M            | 13          | —           | (7)         |                  |
| 4          | Schweden       | Per Sandgaard              | Charmeur            | 6           | 4           | —           |                  |
| 4          | Schweden       | Charlotte Haid-Bondergaard | Roberto des Frettes | 4           | —           | 5           |                  |
| 4          | Schweden       |                            |                     | 37          | 37          | 37          | 6                |

(Ausgeklammerte Platzierungen zählen als Streichergebnis nicht für das Mannschaftsergebnis)

## Gesamtwertung
In der Saison 2018 gingen maximal die vier höchsten Wertungspunkte pro Nation in die Gesamtwertung ein. Zwei Nationen waren von dieser Regelung betroffen, keine Nation nahm an allen sieben Nationenpreisen teil. Die Anzahl der Nationen, die an mindestens einem Nationenpreis an den Start gingen, stieg deutlich von 11 auf 15. Schweden gelang es, den Gesamtsieg des Vorjahres zu verteidigen.
|    |                    | USA | FRA | DEN | NED | SWE | GER | GBR | Wertungs- punkte |
| -- | ------------------ | --- | --- | --- | --- | --- | --- | --- | ---------------- |
| 1  | Schweden           | —   | 15  | 12  | 13  | 15  | (6) | (6) | 55               |
| 2  | Niederlande        | —   | 11  | 9   | 15  | 11  | (9) | —   | 46               |
| 3  | Dänemark           | —   | 13  | 10  | —   | 7   | 11  | —   | 41               |
| 4  | Deutschland        | —   | —   | —   | 9   | 13  | 15  | —   | 37               |
| 5  | Vereinigte Staaten | 10  | —   | —   | 11  | —   | 13  | —   | 34               |
| 6  | Großbritannien     | —   | 9   | —   | 6   | —   | —   | 8   | 23               |
| 7  | Frankreich         | —   | 6   | —   | 5   | —   | —   | 10  | 21               |
| 8  | Spanien            | 6   | —   | —   | —   | —   | 7   | —   | 13               |
| 9  | Belgien            | —   | 7   | —   | 5   | —   | —   | —   | 12               |
| 10 | Russland           | —   | —   | —   | —   | 9   | —   | —   | 9                |
| 11 | Kanada             | 8   | —   | —   | —   | —   | —   | —   | 8                |
| 12 | Australien         | 7   | —   | —   | —   | —   | —   | —   | 7                |
| 12 | Finnland           | —   | —   | 7   | —   | —   | —   | —   | 7                |
| 12 | Portugal           | —   | —   | —   | —   | —   | —   | 7   | 7                |
| 15 | Schweiz            | —   | 5   | —   | —   | —   | —   | —   | 5                |